# Acanthogonatus campanae
Acanthogonatus campanae är en spindelart som först beskrevs av Charles Valentin Alexandre Legendre och Calderón 1984.  Acanthogonatus campanae ingår i släktet Acanthogonatus och familjen Nemesiidae. Inga underarter finns listade i Catalogue of Life.